# 諸橋近代美術館
诸桥近代美术馆 (日语：もろはしきんだいびじゅつかん)，是位于日本福岛北塩原村附近的博物馆 。
其中超现实主义大师萨尔瓦多·达利 （ Salvador Dali ）的作品收藏数位居世界第四位，是除西班牙以外的萨尔瓦多·达利（Salvador Dali）众多作品所在地，更是作为亚洲唯一的达利常设博物馆而闻名。

## 概要
官方网站URL是“ Dali.jp”。
萨尔瓦多·达利的馆藏非常丰富，大约有400项。 
其中收集的萨尔瓦多·达利作品与西班牙菲格拉斯的达利剧院博物馆和美国佛罗里达州圣彼得堡的达利博物馆数量相当。此外，它还收藏了西方现代绘画。他的作品主要在佳士得和苏富比等拍卖网站上收藏。

## 主要收藏

### 萨尔瓦多·达利
- 雕塑作品

“空间图像”，“时间的轮廓”，“记忆的持久性”，“蜗牛和天使”，“天使的视野”，“玫瑰的女人”，“献给牛顿”，“爱丽丝梦游仙境” ，“人形内阁”，“天鹅=大象”，“维纳斯与抽提”，“回顾的女性胸像”等。 
- 绘画

“ Tetuan锦标赛”，“比基尼三狮身人面像”，“盛宴和龙虾肖像”，“日落气氛寓言”，“联欢晚会建筑”，“摇滚七门艺术”，“奥林匹亚宙斯”雕像，“反质子提升”，“蝴蝶和鹰景观”，“蝴蝶塔”，“杰克·沃纳夫人肖像”，“安妮·伍德沃德肖像”，“酒馆的情景”，“花园里的女孩”，“面包和核桃”，“大胆尝试”，“甘美的死尸”等。 
- 版画

“但丁“新曲”“，"唐吉诃德"，"哲学家的炼金术”等。 

### 其他
- 保罗·塞尚（PaulCézanne） “森林中的空地”
- 阿尔弗雷德·西斯利（Alfred Sisley）
- 卡米尔·毕沙罗（Camille Pissarro）， “蓬图瓦兹山，牛的女孩”
- 皮埃尔·奥古斯特·雷诺阿（Pierre-Auguste Renoir）， 《巴黎外塞纳河上的洗衣店》，《莫里斯·杜尼夫人》
- 文森特·梵高 “一个戴着白帽子的农夫”
- 皮埃尔·邦纳德（Pierre Bonnard） “风景与女性沐浴”
- 亨利·马蒂斯（Henri Matisse） “美女贝尔（Belle Ile）的花束”
- 巴勃罗·毕加索（Pablo Picasso） “可怜的一餐”，“战士”，“画家”
- 乔治·德·奇里科（Giorgio de Chirico） “意大利广场”
- 马德森（Andre Masson） 《创世纪》
- 琼·米罗（Joan Miro） “分心的阶梯”
- 马克斯·恩斯特 《黑暗之神》
- 莫里斯·乌特里洛（Maurice Utrillo）， “蒙马特大街”，“农村旧路”
- 马克·夏加尔 “ Tertle Square”，“黄色和红色花束”
- 乔治·鲁奥（Georges Rouault） “俄罗斯芭蕾舞演员”
- 玛丽·劳伦丹（Marie Laurentan） “舞者”，“组合物”
- PJ克鲁克（PJ Crook） “马戏团”，“时间玩法”，“红门”，“现在过去”，“梦”，“大城市”，“粳稻”，“漫画”，“床上早餐”，“更大”波浪，狐狸等[1]
- 藤田淳二 “跷跷板”，“墨西哥家庭”等

## 脚注
1. ↑  諸橋近代美術館が再オープン「クルック展」開幕 （页面存档备份，存于） - 福島民友新聞